# Stanford (Kentucky)
Stanford é uma cidade localizada no estado americano de Kentucky, no Condado de Lincoln.

## Demografia
Segundo o censo americano de 2000, a sua população era de 3430 habitantes.
Em 2006, foi estimada uma população de 3462, um aumento de 32 (0.9%).

## Geografia
De acordo com o United States Census Bureau tem uma área de
8,0 km², dos quais 8,0 km² cobertos por terra e 0,0 km² cobertos por água. Stanford localiza-se a aproximadamente 283 m acima do nível do mar.

## Localidades na vizinhança
O diagrama seguinte representa as localidades num raio de 16 km ao redor de Stanford.